# Anthenantia
Anthaenantia es un género de plantas herbáceas perteneciente a la familia de las poáceas. Es originario de Venezuela y Surinam. Comprende 11 especies descritas y de estas, solo 3 aceptadas.

## Taxonomía
El género fue descrito por Ambroise Marie François Joseph Palisot de Beauvois y publicado en Essai d'une Nouvelle Agrostographie 48, 151, t. 10. 1812. La especie tipo es: Anthenantia villosa (Michx.) P. Beauv.
Etimología
El nombre del género proviene del griego anthos (flor) y enantios (al contrario), refiriéndose a los problemas que refleja la interpretación morfológica de la espiguilla.
Citología
Número de la base del cromosoma, x = 10 (?). 2n = 20.

## Especies aceptadas
A continuación se brinda un listado de las especies del género Anthenantia aceptadas hasta abril de 2014, ordenadas alfabéticamente. Para cada una se indica el nombre binomial seguido del autor, abreviado según las convenciones y usos.
- Anthenantia rufa (Elliott) Schult.
- Anthenantia texana Kral
- Anthenantia villosa (Michx.) P. Beauv.